# FOOLs
『FOOLs』（フールズ）は、日本のロックバンド・go!go!vanillasが2017年7月26日にGetting Betterから発売した、メジャーでは3枚目、通算で4枚目のフルアルバムである。

## 概要
前作から約1年5ヶ月ぶりのフルアルバム。
完全限定生産盤と通常盤の2形態でリリースされた。
完全限定生産盤は紙パッケージ仕様で、1曲目の「We are go!」のレコーディングドキュメンタリー映像や今作に収録されるシングル曲のミュージックビデオが収録された特典DVDが付属した。

今作の発売に際し、牧は以下のようにコメントしている。
自分の欲しい何かを摑み取れる人って、それに対して誰よりも馬鹿になれる人だと僕は思っています。
FOOLsには、そんなどうしようもない愛すべきフールがたくさん詰まっています。
このアルバムを通して一緒に馬鹿になりましょう。ロックンロール。
今作を引っ提げて、アルバム発売日に『FOOLs PARTY』、2017年9月から12月にかけて『「FOOLs」Tour 2017』、2018年3月から5月にかけては、アンコールツアーとして『FOOLs Tour 2018〜音楽馬鹿達と春のナイトピクニック〜』が開催された。

## 批評
CDジャーナルは、本作を「ライヴで鍛えたパワフルで踊れるロックンロールを基本に、ファンキーなピアノやホーンなど華やかな意匠を凝らしてハッピーで包容力あるサウンドを創出。バンドとして一皮むけた充実作だ。」と肯定的に評した。

## 収録内容

### CD
| 全編曲: go!go!vanillas。 |                                        |            |       |
| #                        | タイトル                               | 作詞・作曲 | 時間  |
| 1.                       | 「We are go!」                         | 牧達弥     | 01:34 |
| 2.                       | 「サクラサク」                         | 牧達弥     | 02:43 |
| 3.                       | 「FUZZ LOVE」                          | 牧達弥     | 03:35 |
| 4.                       | 「ヒンキーディンキーパーティークルー」 | 牧達弥     | 03:32 |
| 5.                       | 「ラッキースター」                     | 牧達弥     | 04:19 |
| 6.                       | 「平成ペイン」                         | 牧達弥     | 03:56 |
| 7.                       | 「サウンドエスケープ」                 | 牧達弥     | 05:15 |
| 8.                       | 「バイバイカラー」                     | 牧達弥     | 04:03 |
| 9.                       | 「ストレンジャー」                     | 柳沢進太郎 | 03:44 |
| 10.                      | 「グッドドギー」                       | 牧達弥     | 04:26 |
| 11.                      | 「パペット」                           | 牧達弥     | 04:15 |
| 12.                      | 「ナイトピクニック」                   | 牧達弥     | 04:21 |
| 13.                      | 「おはようカルチャー」                 | 牧達弥     | 05:05 |
| 合計時間:                | 合計時間:                              | 合計時間:  | 50:57 |

### 完全限定生産盤付属DVD
| #  | タイトル                                             | 作詞 | 作曲・編曲 | 時間  |
| -- | ---------------------------------------------------- | ---- | ---------- | ----- |
| 1. | 「We are go! -Recording Documentary-」               |      |            | 04:04 |
| 2. | 「ヒンキーディンキーパーティークルー -Music Video-」 |      |            | 03:30 |
| 3. | 「おはようカルチャー -Music Video-」                 |      |            | 05:34 |
| 4. | 「平成ペイン -Music Video-」                         |      |            | 06:00 |

## 楽曲解説
1. We are go!
  - インストゥルメンタル曲。
  - 読みは「ウィー アー ゴー」。
  - ライブのオープニングSEとして使用されることがある[8]。リリース後の『「FOOLs」Tour 2017』から2021年の『PANDORA TOUR 2021』までほぼ毎回のライブで使用されていた。『Yokohama, Kobe Arena Tour「Life is Beautiful」』以降のライブでは主に「RUN RUN RUN」がオープニングSEとして使用されているが[9]、2023年に開催された『TIME THIEF TOUR』にてこの曲が約2年ぶりに使用された。
2. サクラサク
  - テーマは「手紙」[10]。
3. FUZZ LOVE
  - 読みは「ファズ ラブ」。
  - ファン人気が高い楽曲であり、2022年に早稲田大学の学校祭に出演した際の披露する楽曲の投票では1位を獲得している[11]。また、2024年に開催されたandropとの対バンライブの際のgo!go!CLUB[注釈 1]会員による「andropファンに聴いてほしいgo!go!vanillasソング」投票では2位を獲得している[12]。
4. ヒンキーディンキーパーティークルー
  - THE BAWDIESとのスプリットシングルの収録曲。
5. ラッキースター
  - 今作のリード曲[13]。
6. 平成ペイン
  - 4thシングルの表題曲。
7. サウンドエスケープ
  - go!go!vanillasの全楽曲で最も収録時間が長い。
8. バイバイカラー
  - イルカの楽曲「なごり雪」を意識して製作された[10]。
9. ストレンジャー
  - 柳沢作詞・作曲
10. グッドドギー
  - 牧が今作の製作中に飼い始めた「凛」という名の犬への曲[10]。
11. パペット
  - アルバム曲で最初に作った曲。この曲は強いメッセージ性を持つ楽曲であるが、牧は「楽曲に『この曲は応援歌です』『この曲は泣いてもらう曲です』といった目的やあざとさが見えると嫌」と考えていたことから、この曲をきっかけに、楽曲に強いメッセージを持たせることを意図的に避けて製作を進めるようになった[14]。
12. ナイトピクニック
13. おはようカルチャー
  - 3rdシングルの表題曲。

## 参加ミュージシャン
go!go!vanillas
- 牧達弥（ボーカル・ギター）
- 柳沢進太郎（ギター・ボーカル）
- 長谷川プリティ敬祐（ベース）
- ジェットセイヤ（ドラムス）

Additional Musicians
- FIRE HORNS（ホーン）[Track3]
- Asami Sakurai（ピアノ）[Track5]

## タイアップ
| 使用年 | 曲名               | タイアップ                                                           |
| ------ | ------------------ | -------------------------------------------------------------------- |
| 2017年 | おはようカルチャー | テレビ朝日系『musicる TV』2017年1月度オープニングテーマ              |
| 2017年 | 平成ペイン         | フジテレビFODオリジナルドラマ『&美少女 NEXT GIRL meets Tokyo』主題歌 |
| 2019年 | 平成ペイン         | 写真展「平成が終わルンですFinal」公式テーマソング                    |

## ライブ映像作品
シングル曲については各作品の項目を参照
サクラサク
- FLOWERS（完全限定生産盤）

FUZZ LOVE
- FLOWERS（完全限定生産盤）
- SCARY MONSTERS EP

ラッキースター
- THE WORLD（完全限定生産盤）
- 鏡 e.p.（完全限定生産盤）
- LIVE FILM -My Favorite Things-

バイバイカラー
- THE WORLD（完全限定生産盤）
- 1st LIVE FILM -AMAZING BUDOKAN 2020-
- SCARY MONSTERS EP

ストレンジャー
- 青いの。（完全限定生産盤）

グッドドギー
- THE WORLD（完全限定生産盤）